# Syntomus pallipes
Syntomus pallipes is een keversoort uit de familie van de loopkevers (Carabidae). De wetenschappelijke naam van de soort werd in 1825 gepubliceerd door Pierre François Marie Auguste Dejean.